# Hermágoras Manglés
Hermágoras Ramón Manglés De Cuba (* 26. dubna 1974 Caracas) je bývalý venezuelský zápasník – judista.

## Sportovní kariéra
S judem začínal v 12 letech v Naguanaguaze ve státě Carabobo pod vedením Alejandra Guevary. V polovině devadesátých let dvacátého století se dostal s bratrem Eduardem do reprezentačního výběru trenéra Víctora Urbiny. V roce 2000 obsadil v polostřední váze do 81 kg panamerickou kontinentální kvótu pro start na olympijských hrách v Sydney, potom co ve venezuelské olympijské nominaci uspěl na úkor Daniela Insúi. V Sydney prohrál v úvodním kole se Severokorejcem Kwak Ok-čcholem na wazari-ippon držením (osaekomi). Od roku 2002 se na významných mezinárodních turnajích neukazoval.

## Výsledky
| Turnaj                  | 1993  | 1994  | 1995             | 1996             | 1997             | 1998             | 1999             | 2000             | 2001             |
| Turnaj                  | 19    | 20    | 21               | 22               | 23               | 24               | 25               | 26               | 27               |
| Turnaj                  | lehká | lehká | polostřední váha | polostřední váha | polostřední váha | polostřední váha | polostřední váha | polostřední váha | polostřední váha |
| ----------------------- | ----- | ----- | ---------------- | ---------------- | ---------------- | ---------------- | ---------------- | ---------------- | ---------------- |
| Olympijské hry          |       |       |                  | —                |                  |                  |                  | úč.              |                  |
| Mistrovství světa       | —     |       | —                |                  | úč.              |                  | —                |                  | —                |
| Panamerické hry         |       |       | ?                |                  |                  |                  | 5.               |                  |                  |
| Panamerické mistrovství |       | ?     |                  | 2.               | ?                | 5.               | —                | —                | —                |
| Jihoamerické hry        |       | ?     |                  |                  |                  | ?                |                  |                  |                  |
| Středoamerické a k. hry | ?     |       |                  |                  |                  | 2.               |                  |                  |                  |
| Bolívarské hry          | 1.    |       |                  |                  | —                |                  |                  |                  | 1.               |